# Vila do Bispo
Vila do Bispo é uma vila portuguesa no distrito de Faro, região e sub-região do Algarve, com cerca de 1000 habitantes.
É sede do município de Vila do Bispo com 179,06 km² de área e 5805 habitantes, subdividido em 4 freguesias. O município é limitado a norte pelo município de Aljezur, a nordeste por Lagos e a sul e oeste tem litoral no oceano Atlântico. O litoral do município, desde a costa oeste até à praia de Burgau a leste, faz parte do Parque Natural do Sudoeste Alentejano e Costa Vicentina.

## História
As primeiras referências conhecidas à Aldeia do Bispo surgem no século XIV num documento de D. Afonso IV, uma carta de foro, datada de 27 de março de 1329, e, posteriormente, em 1353 noutra carta régia em que o monarca retira à igreja, Bispo e Cabido de Silves a jurisdição “[…] da aldeia que chamam do Bispo, que he no Cabo de Sam Vicente […]” incorporando-a no termo de Silves (Portugal).
Estas duas cartas régias vêm contrariar a versão da história, tantas vezes repetida, que a Aldeia do Bispo (posteriormente Vila do Bispo) terá surgido da doação da Aldeia de Santa Maria do Cabo feita por D. Manuel ao Bispo D. Fernando Coutinho.
É simplista a ideia que a Aldeia de Santa Maria do Cabo, por ter sido doada, em 1515, ao Bispo, passe depois a ser conhecida como Aldeia do Bispo. Como testemunham as cartas de 1329 e 1353 a Aldeia do Bispo existia já desde o século XIV.
Na verdade a Aldeia de Santa Maria do Cabo e a Aldeia do Bispo foram duas aldeias distintas.
A Aldeia do Bispo situou-se inicialmente mais a ocidente da atual povoação, como testemunham os escritos do Padre Luís Cardoso, no século XVIII, quando menciona a igreja matriz, referindo que a igreja estava fora da povoação a pouca distância dela, e a Aldeia de Santa Maria do Cabo, hoje extinta, situava-se nos Curraes da Granja.
O bispo D. Fernando Coutinho (senhor da Aldeia do Bispo) recebeu a doação, de D. Manuel, da Aldeia de Santa Maria do Cabo e integrou-a no perímetro da Aldeia do Bispo.

## Freguesias

Freguesias do município de Vila do Bispo

O município de Vila do Bispo está dividido em 4 freguesias:
| Freguesia                 | Residentes (2011) | Residentes (2021) |
| ------------------------- | ----------------- | ----------------- |
| Barão de São Miguel       | 451               | 586               |
| Budens                    | 1520              | 1857              |
| Sagres                    | 1909              | 1894              |
| Vila do Bispo e Raposeira | 1378              | 1380              |
| Total                     | 5258              | 5717              |

## Demografia
De acordo com os dados do INE o distrito de Faro registou em 2021 um acréscimo populacional na ordem dos 3.7% relativamente aos resultados do censo de 2011. No concelho de Vila do Bispo esse acréscimo rondou os 8.7%, assumido-se como o município com maior crescimento populacional do distrito de Faro, em termos percentuais.

Número de habitantes "residentes", ou seja, que tinham a residência oficial neste município à data em que os censos se realizaram:
| Número de habitantes por Grupo Etário ★★ | Número de habitantes por Grupo Etário ★★ | Número de habitantes por Grupo Etário ★★ | Número de habitantes por Grupo Etário ★★ | Número de habitantes por Grupo Etário ★★ | Número de habitantes por Grupo Etário ★★ | Número de habitantes por Grupo Etário ★★ | Número de habitantes por Grupo Etário ★★ | Número de habitantes por Grupo Etário ★★ | Número de habitantes por Grupo Etário ★★ | Número de habitantes por Grupo Etário ★★ | Número de habitantes por Grupo Etário ★★ | Número de habitantes por Grupo Etário ★★ | Número de habitantes por Grupo Etário ★★ |
| ---------------------------------------- | ---------------------------------------- | ---------------------------------------- | ---------------------------------------- | ---------------------------------------- | ---------------------------------------- | ---------------------------------------- | ---------------------------------------- | ---------------------------------------- | ---------------------------------------- | ---------------------------------------- | ---------------------------------------- | ---------------------------------------- | ---------------------------------------- |
|                                          | 1900                                     | 1911                                     | 1920                                     | 1930                                     | 1940                                     | 1950                                     | 1960                                     | 1970                                     | 1981                                     | 1991                                     | 2001                                     | 2011                                     | 2021                                     |
| 0-14 Anos                                | 1565                                     | 2047                                     | 1078                                     | 1833                                     | 1702                                     | 1520                                     | 1311                                     | 1150                                     | 1138                                     | 905                                      | 686                                      | 611                                      | 729                                      |
| 15-24 Anos                               | 891                                      | 963                                      | 1601                                     | 1110                                     | 993                                      | 962                                      | 936                                      | 665                                      | 727                                      | 802                                      | 568                                      | 489                                      | 452                                      |
| 25-64 Anos                               | 2146                                     | 2478                                     | 3065                                     | 2686                                     | 2815                                     | 2894                                     | 2968                                     | 2760                                     | 2754                                     | 2826                                     | 2876                                     | 2853                                     | 2958                                     |
| = ou > 65 Anos                           | 278                                      | 437                                      | 283                                      | 447                                      | 587                                      | 665                                      | 773                                      | 850                                      | 1081                                     | 1229                                     | 1219                                     | 1305                                     | 1578                                     |

★★ De 1900 a 1950 os dados referem-se à população "de facto", ou seja, que estava presente no município à data em que os censos se realizaram. Daí que se registem algumas diferenças relativamente à designada população residente

## Património
Ver também: Lista de património edificado em Vila do Bispo
Património não religioso
- Bateria do Zavial
- Casa do Infante
- Casa Grande de Burgau
- Conjunto de menires de Vila do Bispo (Pedra Escorregadia, Casa do Francês, Amantes I, Amantes II, Cerro do Camacho)
- Estação arqueológica de Vale Boi
- Farol de Sagres
- Farol do Cabo de São Vicente
- Fortaleza de Sagres
- Fortaleza do Cabo de São Vicente ou Antigo Convento do Corvo
- Forte da Boca do Rio ou Forte de São Luís de Almádena
- Fortaleza de Belixe ou Fortaleza de Santo António do Belixe
- Forte de Burgau
- Forte de Nossa Senhora da Guia ou Forte da Baleeira
- Forte de Vera Cruz
- Hotel da Baleeira (por Jorge Ferreira Chaves)
- Menir de Aspradantes
- Menires de Milrei
- Menires de Padrão
- Posto da Guarda Fiscal de Burgau
- Posto Fiscal de Sagres
- Pousada de Sagres
- Ruínas lusitano-romanas da Boca do Rio

Património religioso
- Capela de Nossa Senhora de Fátima (Raposeira)
- Capela de Santo António
- Ermida de Nossa Senhora de Guadalupe
- Igreja da Raposeira
- Igreja de Nossa Senhora de Fátima (Figueira)
- Igreja Matriz de Vila do Bispo ou Igreja de Nossa Senhora da Conceição

Património de origam natural
- Cabo de São Vicente, símbolo dos descobrimentos de Portugal do século XV
- Parque Natural do Sudoeste Alentejano e Costa Vicentina
- Ponta de Sagres

## Cultura
- Centro de Interpretação de Vila do Bispo, na Estrada Nacional 268[9]
- Museu de Vila do Bispo

## Menires no município de Vila do Bispo

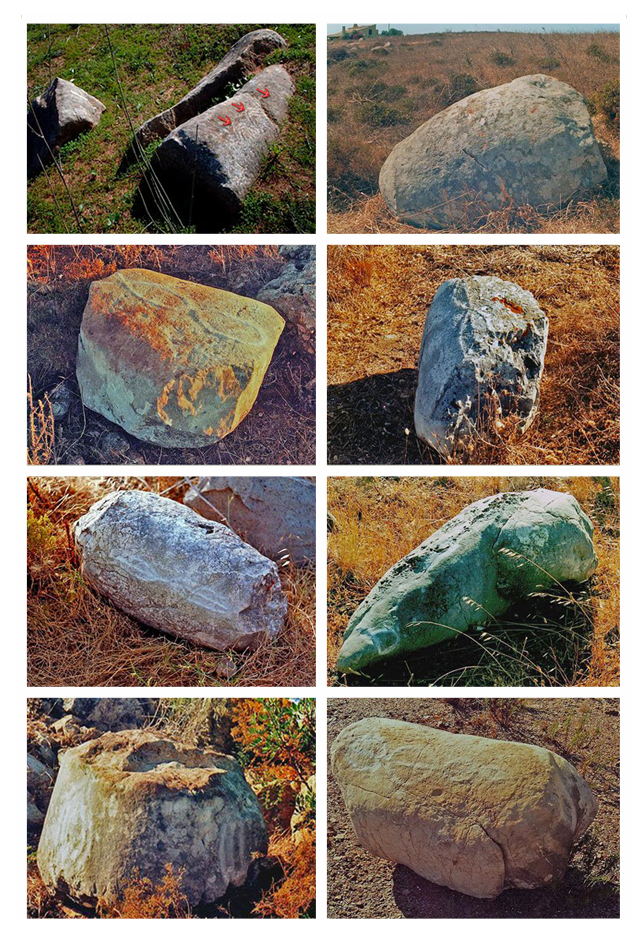
Menires de Vila do Bispo algumas decorações

O município de Vila do Bispo possui a mais importante concentração de menires de todo o Algarve.
Com um número conhecido a rondar os cerca de 300 exemplares.
São constituídos na sua maioria por calcário branco, cuja alvura faz deles um elemento que se destaca na paisagem, sendo também conhecidos, no município, três exemplares em arenito.
Com formas sub-cilíndricas, sub-cónicas, estelares ou simples pedras eretas, a grande maioria dos menires apresentam decoração.
As decorações mais usuais nos menires do município de Vila do Bispo são:
- (i) conjuntos de 3 ou 4 linhas onduladas paralelas;
- (ii) conjuntos de elipses segmentadas;
- (iii) conjuntos de elipses não segmentadas que se estendem desde o topo do menir até à base;
- (iv) conjuntos de semi-elipses que se organizam à volta de um cordão no topo do menir (ver foto). Desconhece-se o seu significado.

As principais áreas de distribuição de menires no município de Vila do Bispo são.
| Lugares                                                 | Freguesia     | direção | menires     |
| ------------------------------------------------------- | ------------- | ------- | ----------- |
| Vila do Bispo                                           | Vila do Bispo | N/ NE   | 32 menires  |
| Altos das Raposeira                                     | Raposeira     | NE      | 16 menires  |
| Altos das Barradas - Serra da Borges                    | Vila do Bispo | SE      | 29 menires  |
| Monte dos Amantes                                       | Vila do Bispo | SW      | 33 menires  |
| Lagoa do Garcia - Ponte da Granja                       | Vila do Bispo | W / SW  | 17 menires  |
| Milrei                                                  | Raposeira     | S       | 33 menires  |
| Padrão                                                  | Raposeira     | S / SW  | 30 menires  |
| Aspradantas                                             | Raposeira     | SE      | 24 menires  |
| Figueira,Budens,B.S.Miguel                              | Budens        | SW / E  | 39 menires  |
| Menires recolhidos em Museus + destruídos/desaparecidos | -             | -       | 5 menires   |
| -                                                       | -             | total = | 258 menires |

Apesar da proteção formalmente garantida pelas entidades oficiais para alguns menires, na prática os menires de Vila do Bispo continuam expostos, no dia a dia, a todo um vandalismo que se traduz, principalmente, na sua utilização para a construção civil.

## Aldeias extintas no município de Vila do Bispo

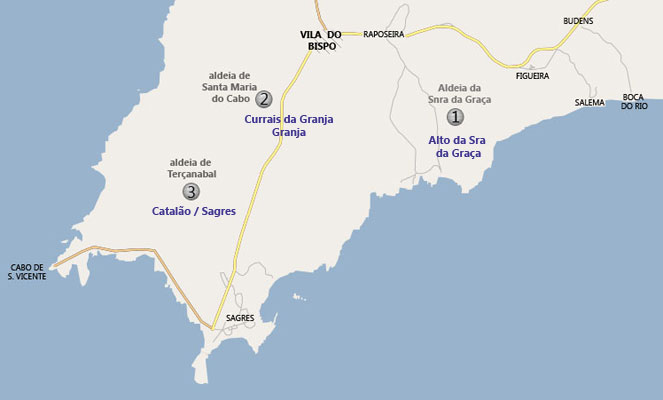
Aldeias extintas do município de Vila do Bispo

### Aldeia de Nossa Senhora da Graça
A aldeia de Nossa Senhora da Graça é mencionada numa carta régia de D. Fernando e estava situada a sul da ermida de Guadalupe, no lugar do Alto da Senhora da Graça, onde Estácio da Veiga localizou inicialmente vestígios arqueológicos duma povoação extinta ou arrasada de origem muçulmana e posteriormente foram localizados vestígios cristãos de origem medieval.
Nas proximidades do local a existência do topónimo Zavial e o ponto estratégico que representa o Alto da Senhora da Graça, onde na Ponta da Torre existem vestígios de uma atalaia, dão pistas para entender o passado.
Deixando supor que durante a reconquista cristã do território (1248) a povoação muçulmana e a azóia aí existentes tenham sido um combate difícil para os guerreiros cristãos. Era usual, na época, o pedido de proteção à Virgem para as sangrentas batalhas a serem travadas na expansão da fé cristã e do território. Após a vitória, que aconteceu sobre os monges guerreiros muçulmanos e em agradecimento à Virgem, a povoação terá começado a ser chamada de aldeia da Graça (ou de Nossa Senhora da Graça) pela graça concedida na conquista do lugar.
Julga-se que um dos motivos para a extinção da aldeia terão sido as consequências da peste negra na região (1348), uma vez que se sabe que mais de dois terços da população pereceu com a praga.

### Aldeia de Santa Maria do Cabo
Localizada nos Currais da Granja/Granja/Vila do Bispo foi doada por D. Manuel , em 1515 , ao Bispo do Algarve/(Silves) D. Fernando Coutinho que a integrou no perímetro da Aldeia do Bispo, da qual era senhor.
Assente sobre vestígios arqueológicos de origem romana e muçulmana é neste local que as evidências apontam para a existência, durante o domínio muçulmano, da "Igreja do Corvo".
Uma vez que a história da região deverá ser repensada, deverá também ser reinterpretado o documento da criação do priorado de Sagres de 1519 onde se afirma que o priorado foi separado “da Igreja de santa Maria d´aldea do bispo […] donde te ora eram fregueses […].”.
Ora a ter existido na região uma igreja de Santa Maria da aldeia do Bispo, esta obviamente, terá sido localizada na Aldeia de Santa Maria do cabo anexada ao perímetro da Aldeia do Bispo em 1515 após a doação de D. Manuel feita ao Bispo Coutinho.
Segundo Gomes e C. T. da Silva no Levantamento Arqueológico do Algarve/Concelho de Vila do Bispo, foi incendiada pelos homens de Francis Drake em 1587.

### Aldeia de Terçanabal ou Vila do Infante
O documento fundamental para se localizar a Vila do Infante é a carta testamentária do Infante datada de 19 de Setembro de 1460, onde se escreve: “ …mandei edificar uma vila no outro cabo que ante do dito cabo de Sagres está aos que vem do poente para levante que se chamava terça naball à qual pus nome vila do Infante…”
Sem mencionar as polémicas dos nossos historiadores sobre o assunto, que pouco ou nada tem contribuído para o esclarecimento da matéria, em virtude de nunca terem sido tomados em conta os vestígios arqueológicos existentes na região.
É importante mencionar que a questão tem residido na interpretação no texto , da carta do Infante, da palavra ante.
A palavra ante segundo Frei Rosa Viterbo (1744/1822) no Elucidário significa no português antigo: - “ diante, perante, na presença. É muito usado no século XIII e seguintes”
Ora segundo as próprias palavras do Infante a sua vila situava-se “diante, perante, na presença “ do Cabo de Sagres, num lugar que se chamava terça naball, ao qual pôs o nome de Vila do Infante.
Segundo a Associação de Defesa do Património Histórico e Arqueológico de Vila do Bispo que prospectou intensivamente a região, num trabalho ainda por publicar, os vestígios arqueológicos da última alcaria conhecida antes de se atingir a costa de Sagres /S. Vicente localizam-se no Catalão em Sagres, onde as palavras do texto do Infante fazem todo o sentido.
E é neste local que a Vila do Infante, deve ser localizada
De resto será difícil imaginar que um príncipe da estirpe do infante D. Henrique, tenha estabelecido inicialmente a sua vila na Fortaleza de Sagres, quando se sabe que uma fortaleza não se constrói em meses, que a região do Cabo de Sagres era escassa de água, e a costa infestada pela pirataria.

## Política

### Eleições autárquicas[19]
| Data | %     | V     | %       | V       | %            | V            | %              | V      | %              | V       | %              | V       | %     | V   | %              | V       | %       | V       | %              | V  | Participação   |                |
| Data | PS    | PS    | PPD/PSD | PPD/PSD | FEPU/APU/CDU | FEPU/APU/CDU | UDP/BE         | UDP/BE | PPM            | PPM     | CDS-PP         | CDS-PP  | GCE   | GCE | MPT            | MPT     | PSD-CDS | PSD-CDS | CH             | CH | Participação   |                |
| ---- | ----- | ----- | ------- | ------- | ------------ | ------------ | -------------- | ------ | -------------- | ------- | -------------- | ------- | ----- | --- | -------------- | ------- | ------- | ------- | -------------- | -- | -------------- | -------------- |
| Data | 1976  | 44,36 | 3       | 24,38   | 1            | 23,00        | 1              |        |                |         |                |         |       |     |                |         |         |         |                |    |                | 58,21 / 100,00 |
| 1979 | 39,09 | 2     | 20,36   | 1       | 35,27        | 2            | 68,00 / 100,00 |        |                |         |                |         |       |     |                |         |         |         |                |    |                |                |
| 1982 | 39,65 | 2     | 9,03    | -       | 45,23        | 3            | 73,11 / 100,00 |        |                |         |                |         |       |     |                |         |         |         |                |    |                |                |
| 1985 | 32,13 | 2     | 26,88   | 1       | 35,80        | 2            | 2,68           | -      | 69,07 / 100,00 |         |                |         |       |     |                |         |         |         |                |    |                |                |
| 1989 | 34,92 | 2     | 9,70    | -       | 49,72        | 3            |                |        | 1,27           | -       | 67,77 / 100,00 |         |       |     |                |         |         |         |                |    |                |                |
| 1993 | 32,96 | 2     | 32,31   | 2       | 27,99        | 1            |                |        | 2,93           | -       | 73,37 / 100,00 |         |       |     |                |         |         |         |                |    |                |                |
| 1997 | 24,12 | 1     | 52,23   | 3       | 18,19        | 1            | 1,22           | -      | 71,90 / 100,00 |         |                |         |       |     |                |         |         |         |                |    |                |                |
| 2001 | 37,52 | 2     | 43,04   | 2       | 15,40        | 1            | 1,39           | -      | 73,71 / 100,00 |         |                |         |       |     |                |         |         |         |                |    |                |                |
| 2005 | 42,00 | 2     | 44,69   | 3       | 3,36         | -            | 6,24           | -      | 0,61           | -       | 72,92 / 100,00 |         |       |     |                |         |         |         |                |    |                |                |
| 2009 | 39,60 | 2     | 36,13   | 2       | 1,86         | -            |                |        |                |         | 19,69          | 1       | 0,65  | -   | 71,42 / 100,00 |         |         |         |                |    |                |                |
| 2013 | 58,14 | 3     | 33,59   | 2       | 4,21         | -            |                |        |                |         | 66,34 / 100,00 |         |       |     |                |         |         |         |                |    |                |                |
| 2017 | 54,94 | 4     | CDS-PP  | CDS-PP  | 4,78         | -            | 7,26           | -      | PSD-CDS        | PSD-CDS | PPD/PSD        | PPD/PSD | 4,78  | -   | PSD-CDS        | PSD-CDS | 23,92   | 1       | 65,64 / 100,00 |    |                |                |
| 2021 | 33,07 | 2     | CDS-PP  | CDS-PP  | 4,72         | -            |                |        | PSD-CDS        | PSD-CDS | PPD/PSD        | PPD/PSD | 31,81 | 2   | PSD-CDS        | PSD-CDS | 23,97   | 1       | 2,78           | -  | 62,68 / 100,00 |                |

### Eleições legislativas
| Data | %     | %     | %     | %     | %    | %        | %     | %     | %    | %     | %    | %   | %       | % | %  | %  |
| Data | PS    | PCP   | PSD   | CDS   | UDP  | APU/ CDU | AD    | FRS   | PRD  | PSN   | BE   | PAN | PSD CDS | L | CH | IL |
| ---- | ----- | ----- | ----- | ----- | ---- | -------- | ----- | ----- | ---- | ----- | ---- | --- | ------- | - | -- | -- |
| 1976 | 42,33 | 17,33 | 11,51 | 6,57  | 4,04 |          |       |       |      |       |      |     |         |   |    |    |
| 1979 | 36,54 | APU   | AD    | AD    | 6,00 | 23,69    | 22,25 |       |      |       |      |     |         |   |    |    |
| 1980 | FRS   | APU   | AD    | AD    | 4,09 | 21,82    | 26,32 | 33,37 |      |       |      |     |         |   |    |    |
| 1983 | 44,34 | APU   | 13,60 | 3,71  | 2,49 | 28,84    |       |       |      |       |      |     |         |   |    |    |
| 1985 | 24,45 | APU   | 17,14 | 3,29  | 2,78 | 20,13    | 24,48 |       |      |       |      |     |         |   |    |    |
| 1987 | 27,25 | CDU   | 36,20 | 2,90  | 2,11 | 14,35    | 8,19  |       |      |       |      |     |         |   |    |    |
| 1991 | 31,57 | CDU   | 43,07 | 2,35  |      | 10,10    | 1,38  | 3,89  |      |       |      |     |         |   |    |    |
| 1995 | 53,12 | CDU   | 22,98 | 7,77  | 1,18 | 9,30     |       | 0,52  |      |       |      |     |         |   |    |    |
| 1999 | 54,70 | CDU   | 24,34 | 6,40  |      | 8,50     |       | 1,84  |      |       |      |     |         |   |    |    |
| 2002 | 51,49 | CDU   | 29,76 | 6,24  | 5,70 | 3,14     |       |       |      |       |      |     |         |   |    |    |
| 2005 | 58,27 | CDU   | 20,17 | 3,34  | 6,01 | 7,22     |       |       |      |       |      |     |         |   |    |    |
| 2009 | 38,46 | CDU   | 22,26 | 8,48  | 6,91 | 15,56    |       |       |      |       |      |     |         |   |    |    |
| 2011 | 28,52 | CDU   | 32,93 | 11,86 | 8,70 | 7,18     | 1,47  |       |      |       |      |     |         |   |    |    |
| 2015 | 39,86 | CDU   | CDS   | PSD   | 8,72 | 12,87    | 2,38  | 25,17 | 0,56 |       |      |     |         |   |    |    |
| 2019 | 40,22 | CDU   | 17,95 | 3,34  | 6,90 | 11,99    | 4,43  |       | 0,88 | 4,43  | 0,99 |     |         |   |    |    |
| 2022 | 42,88 | CDU   | 24,32 | 0,55  | 6,43 | 7,12     | 2,01  | 1,14  | 8,26 | 3,28  |      |     |         |   |    |    |
| 2024 | 28,63 | CDU   | AD    | AD    | 3,67 | 21,81    | 7,63  | 3,15  | 2,36 | 22,60 | 3,55 |     |         |   |    |    |

## Geminações
- Baiona, Espanha
- Cape Canaveral, Estados Unidos
- Nishinoomote, Japão
- Santa Fe, Espanha[22]

## Galeria

Vila do Bispo
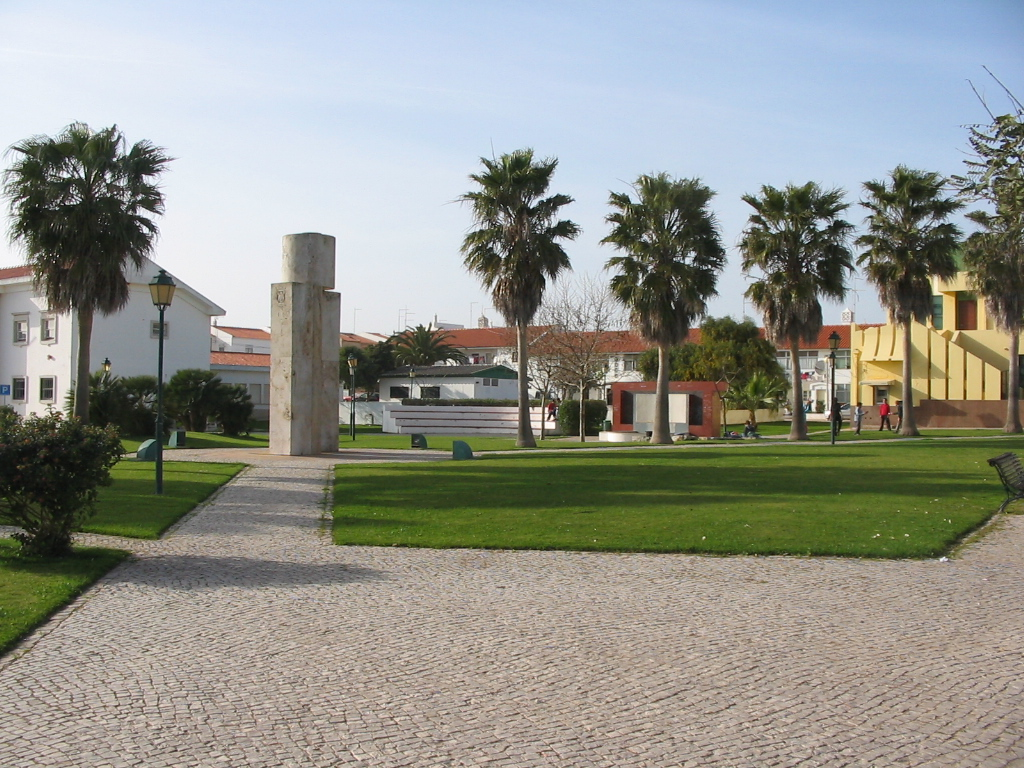
Praça de Tanegashima em Vila do Bispo
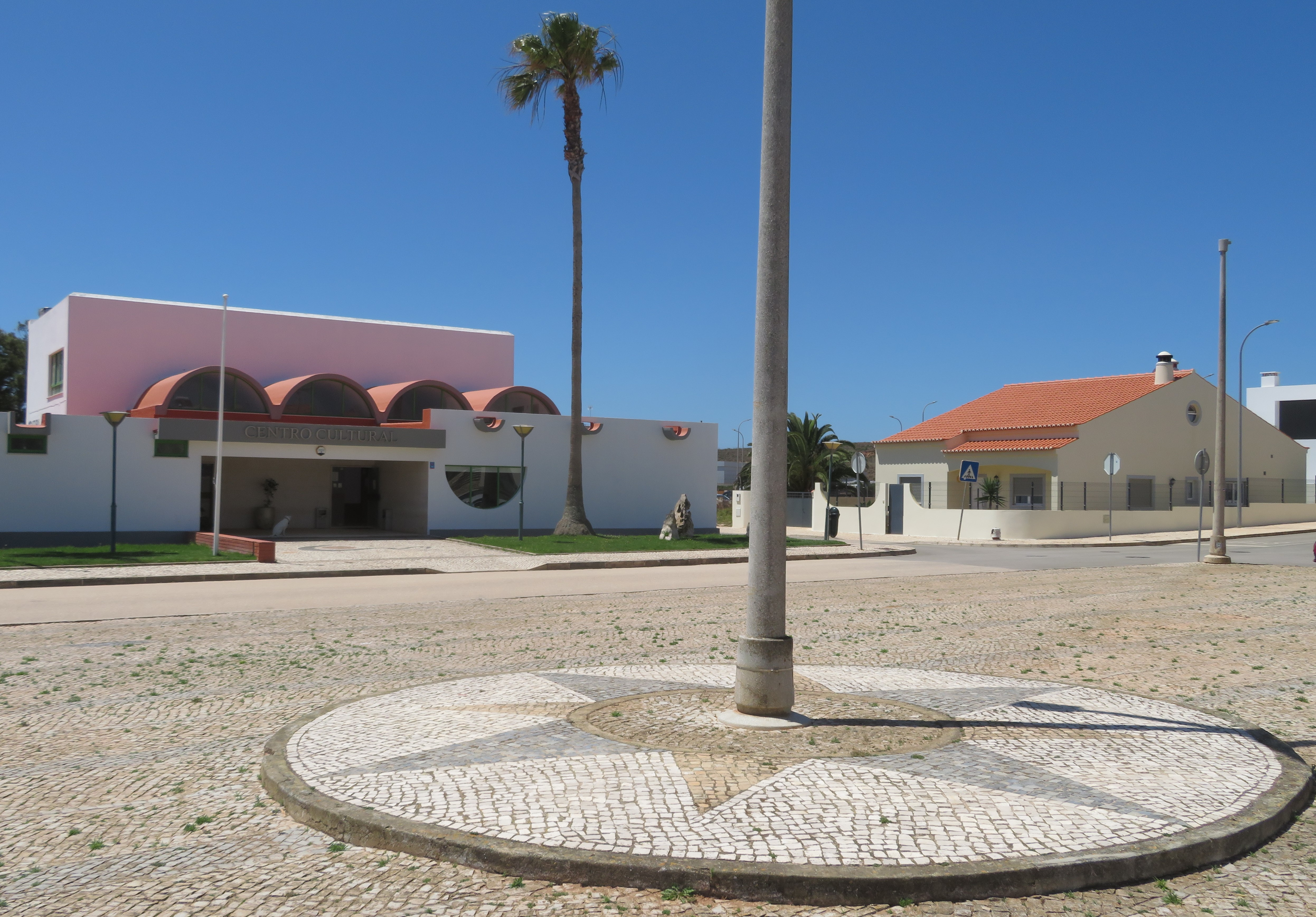
Centro cultural na Praça de Tanegashima
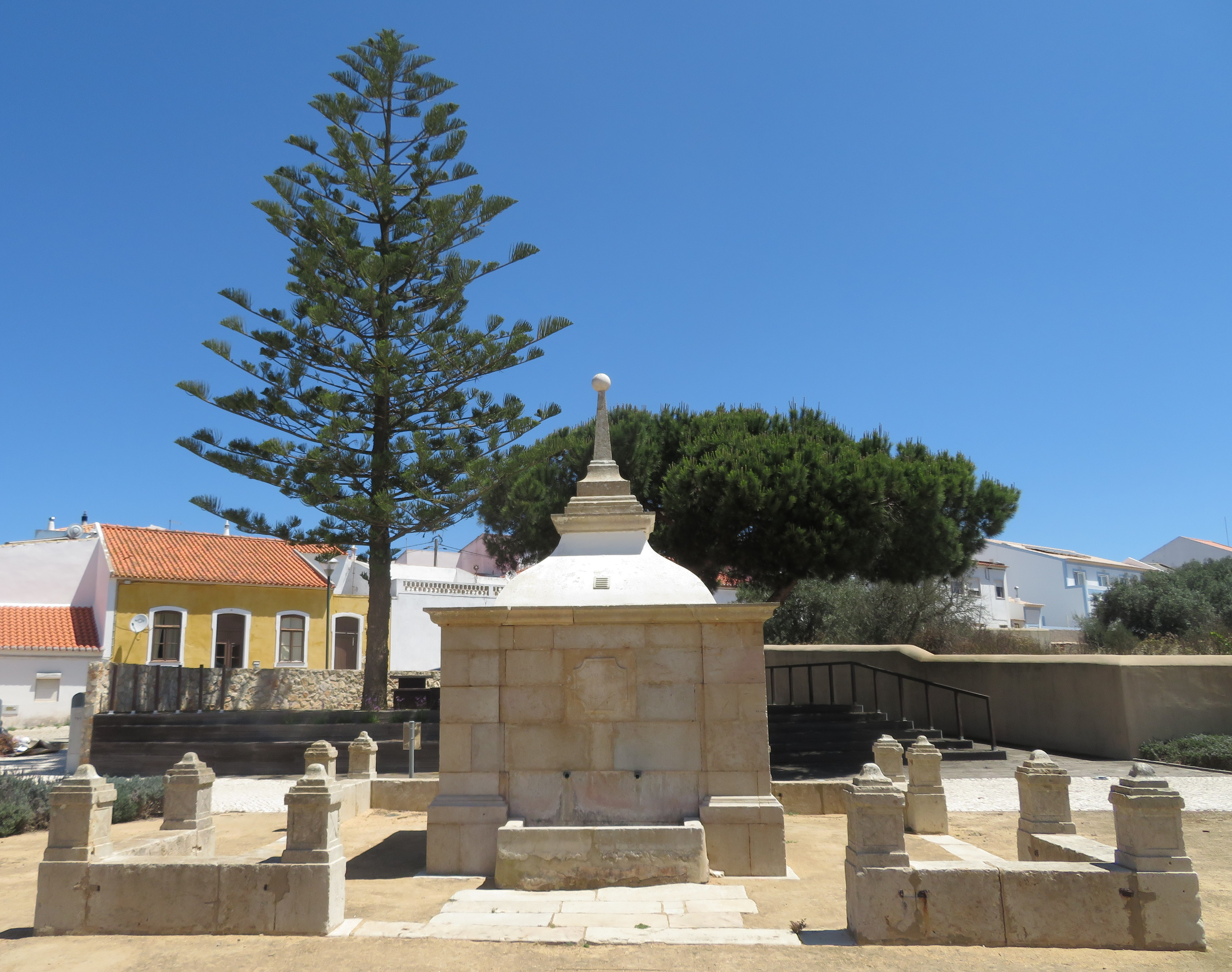
Fonte histórica no centro de Vila do Bispo
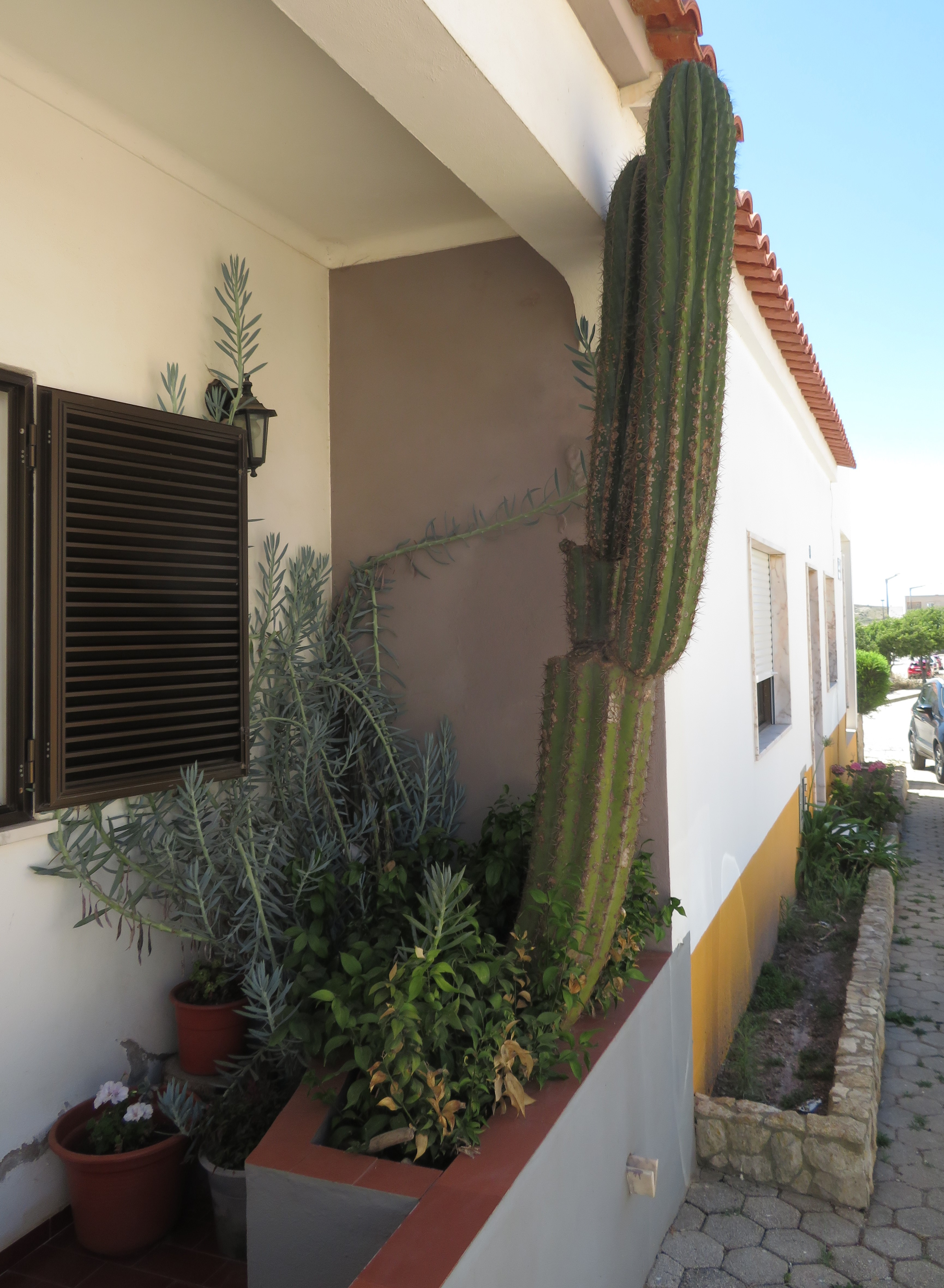
Cacto no centro de Vila do Bispo
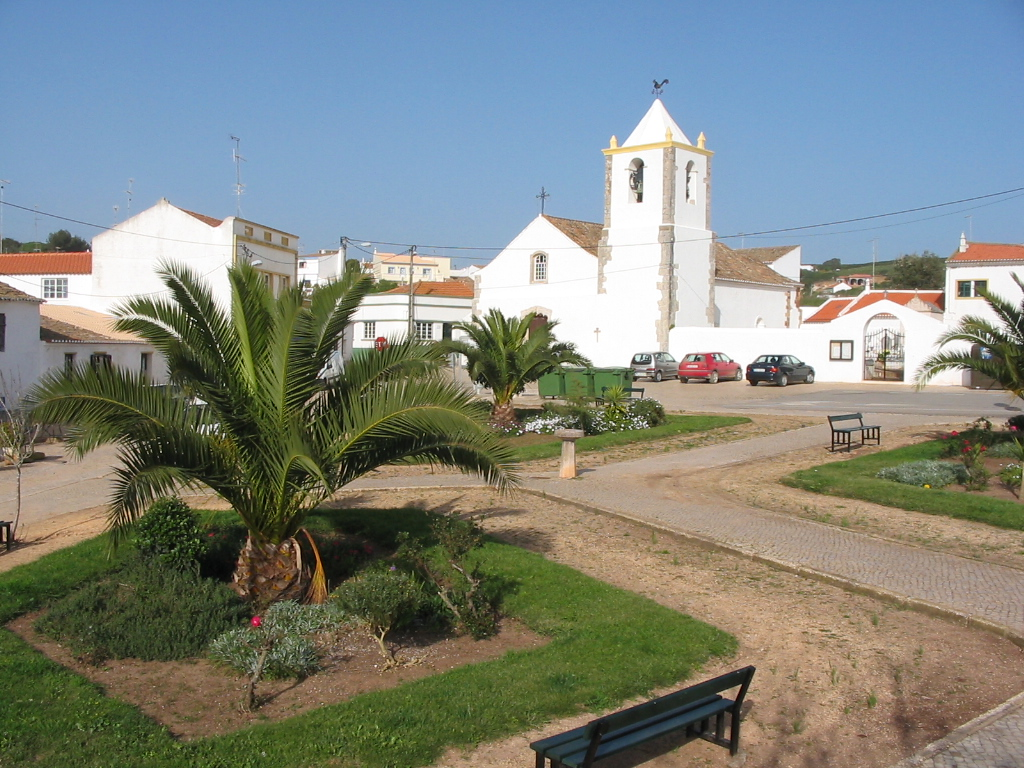
Centro da Raposeira
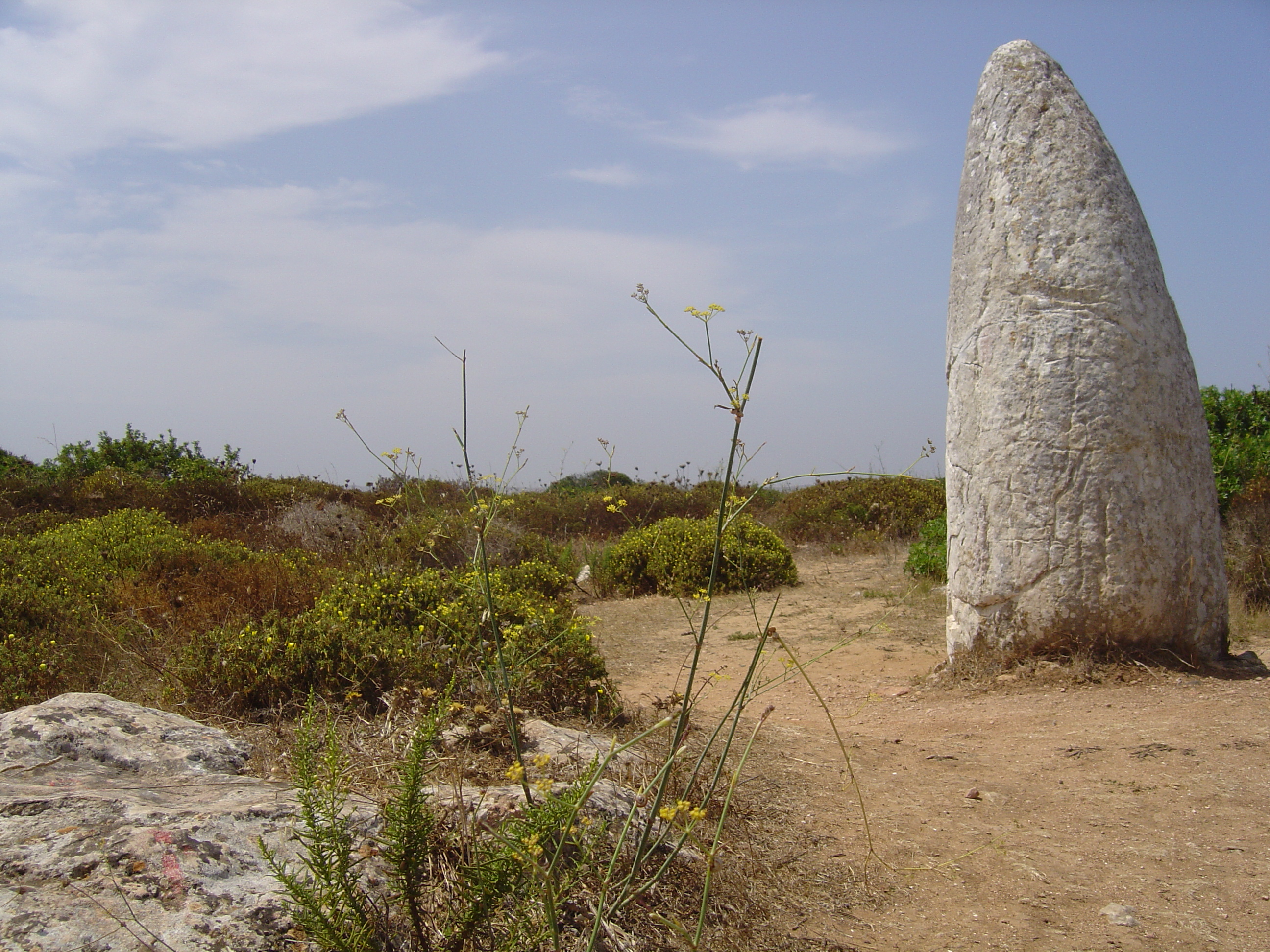
Menir de Aspradantes
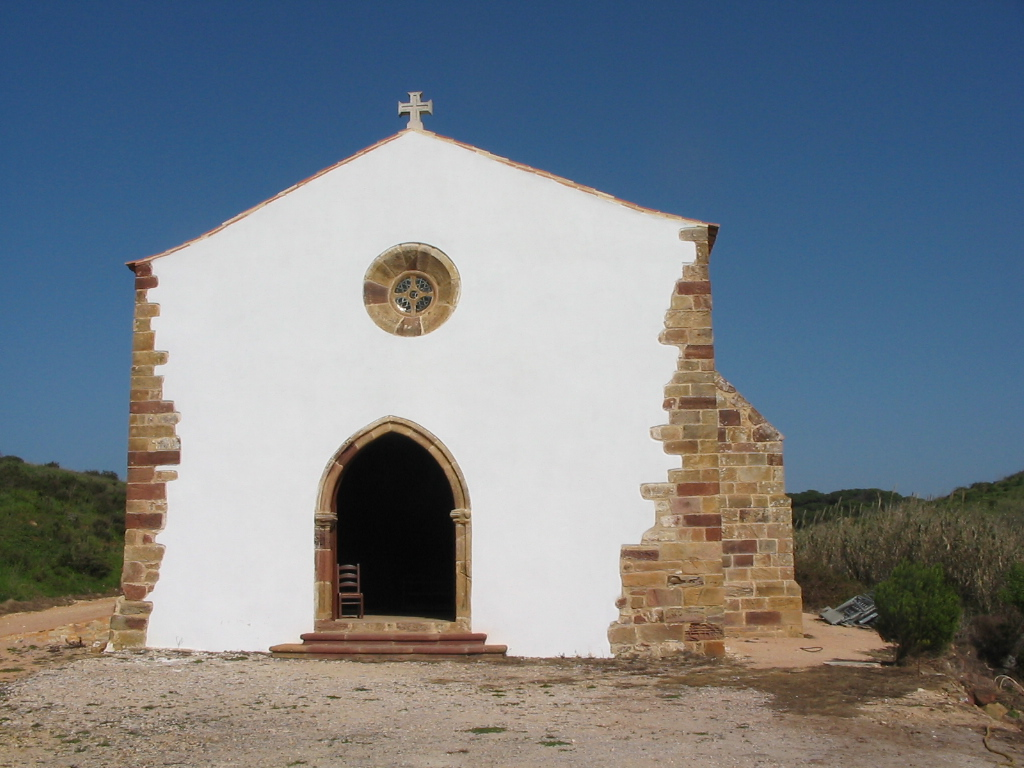
Capela de Nossa Senhora de Guadalupe
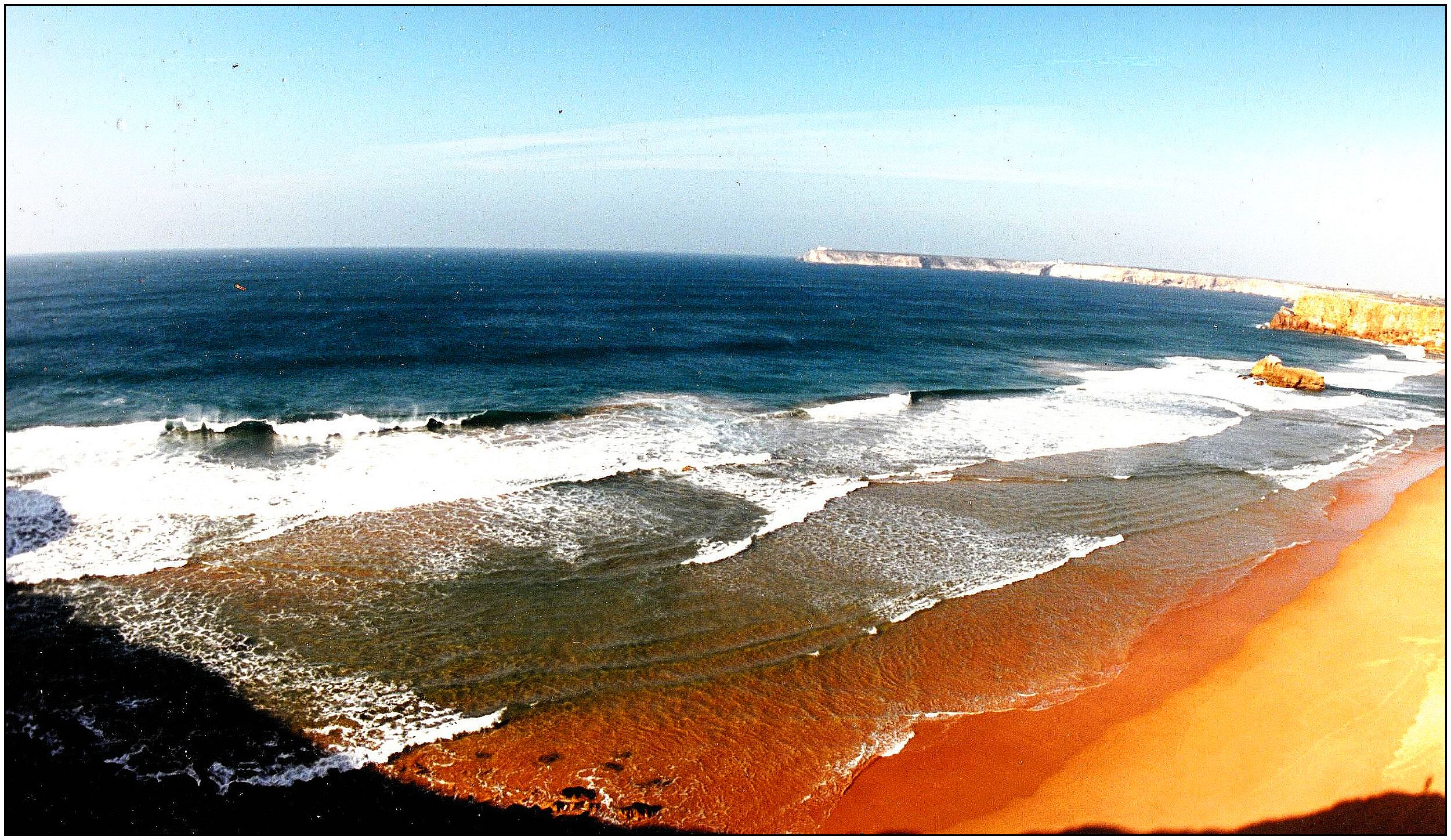
Praia da Raposeira
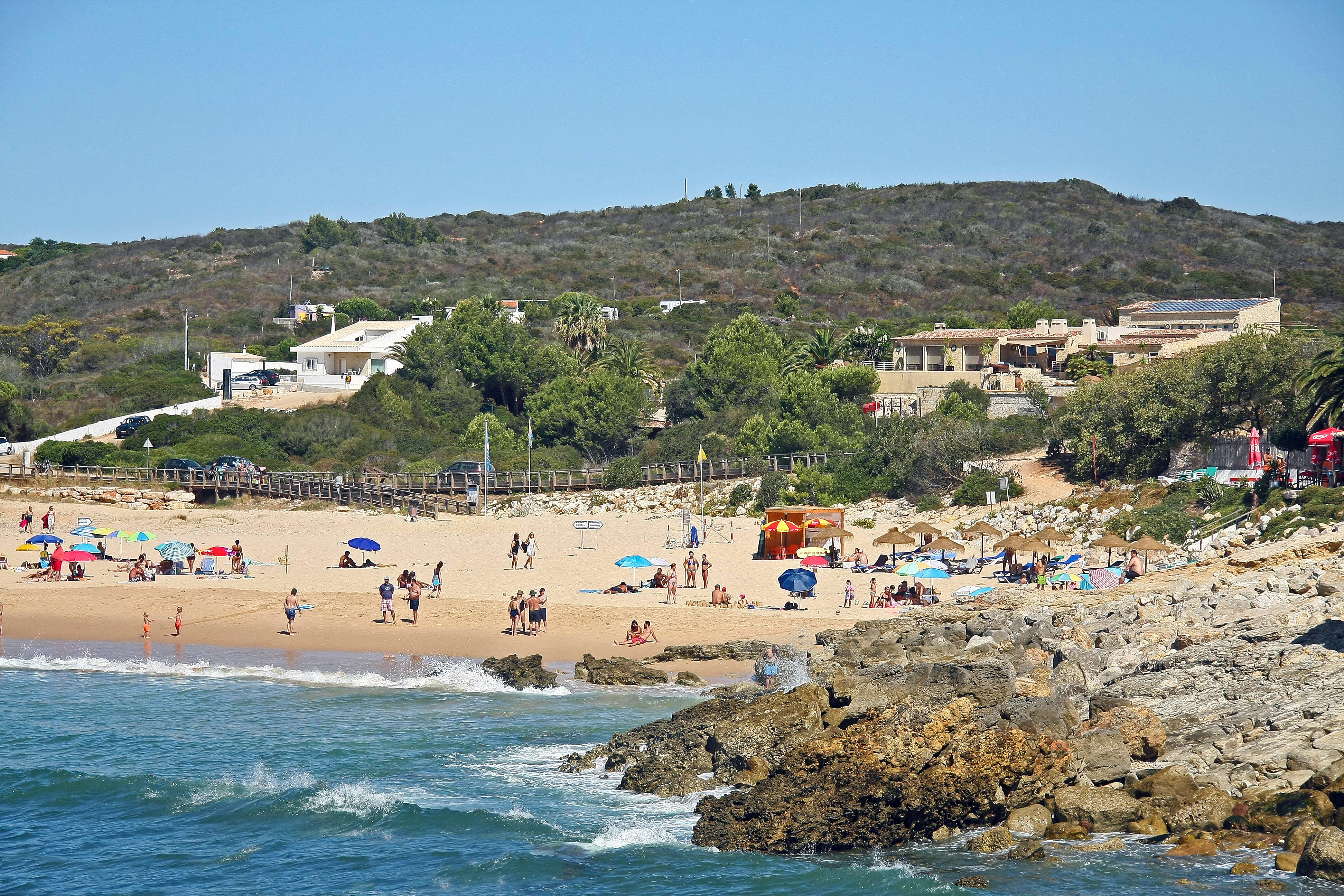
Praia do Ingrina
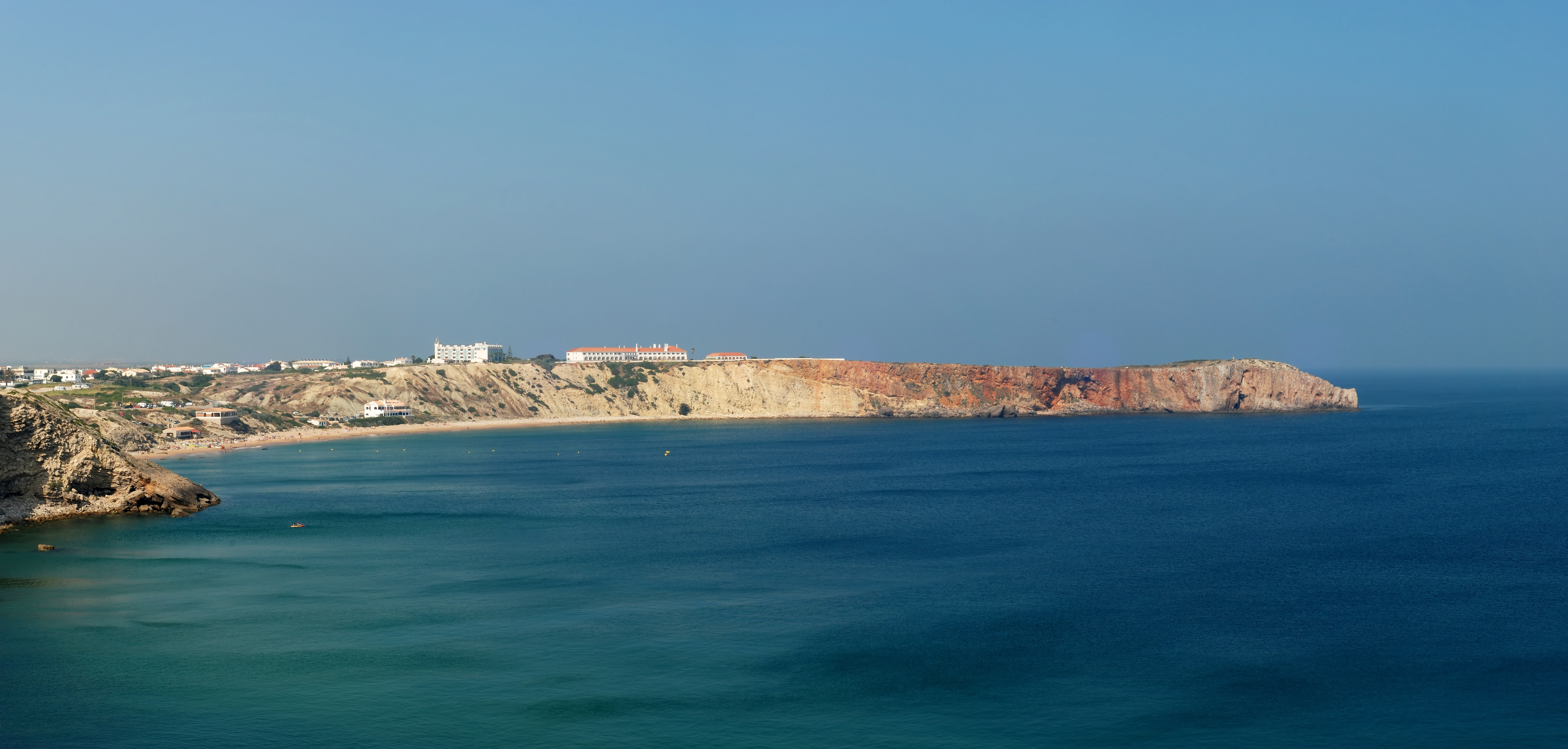
Praia da Marreta
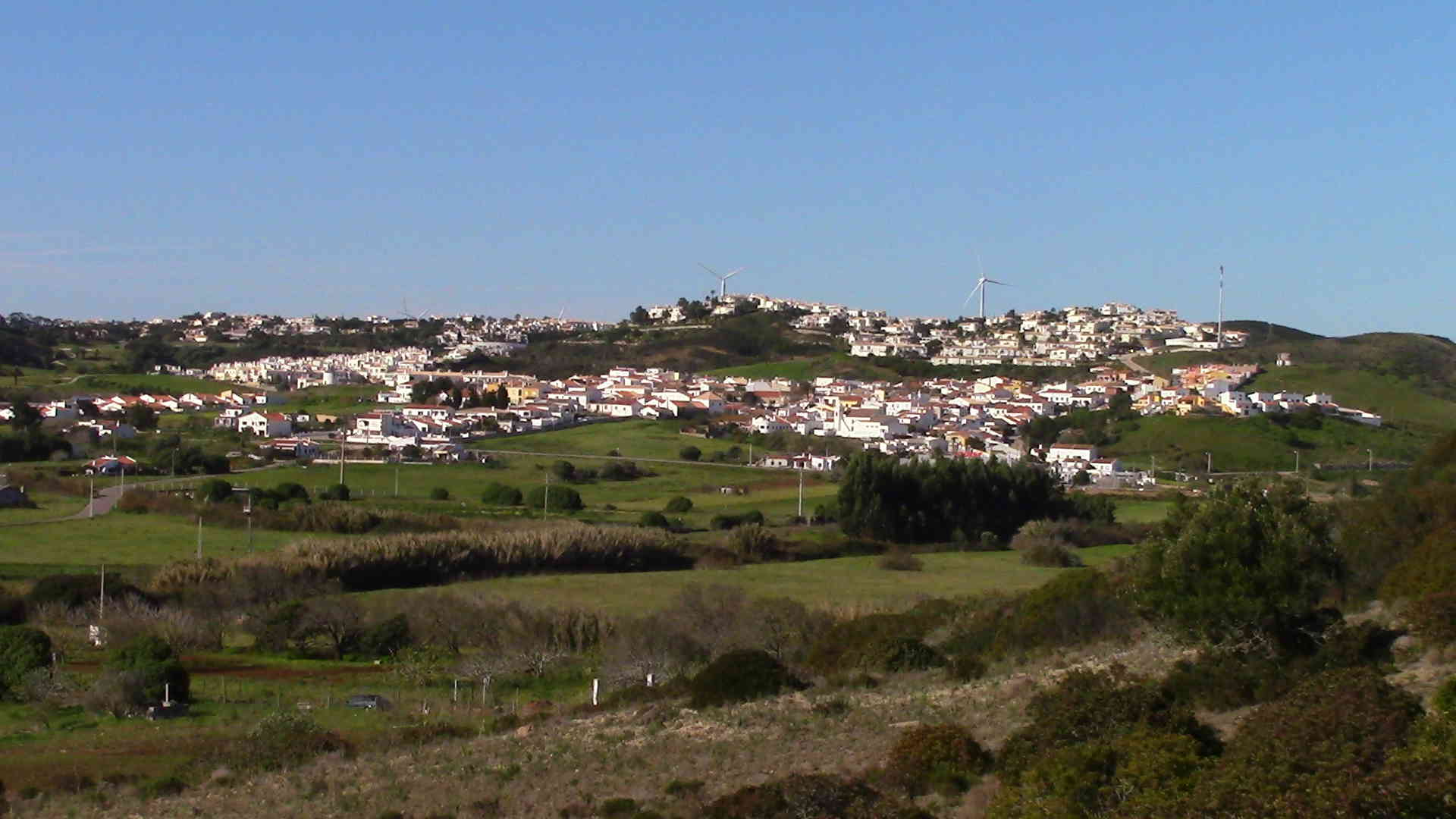
Budens
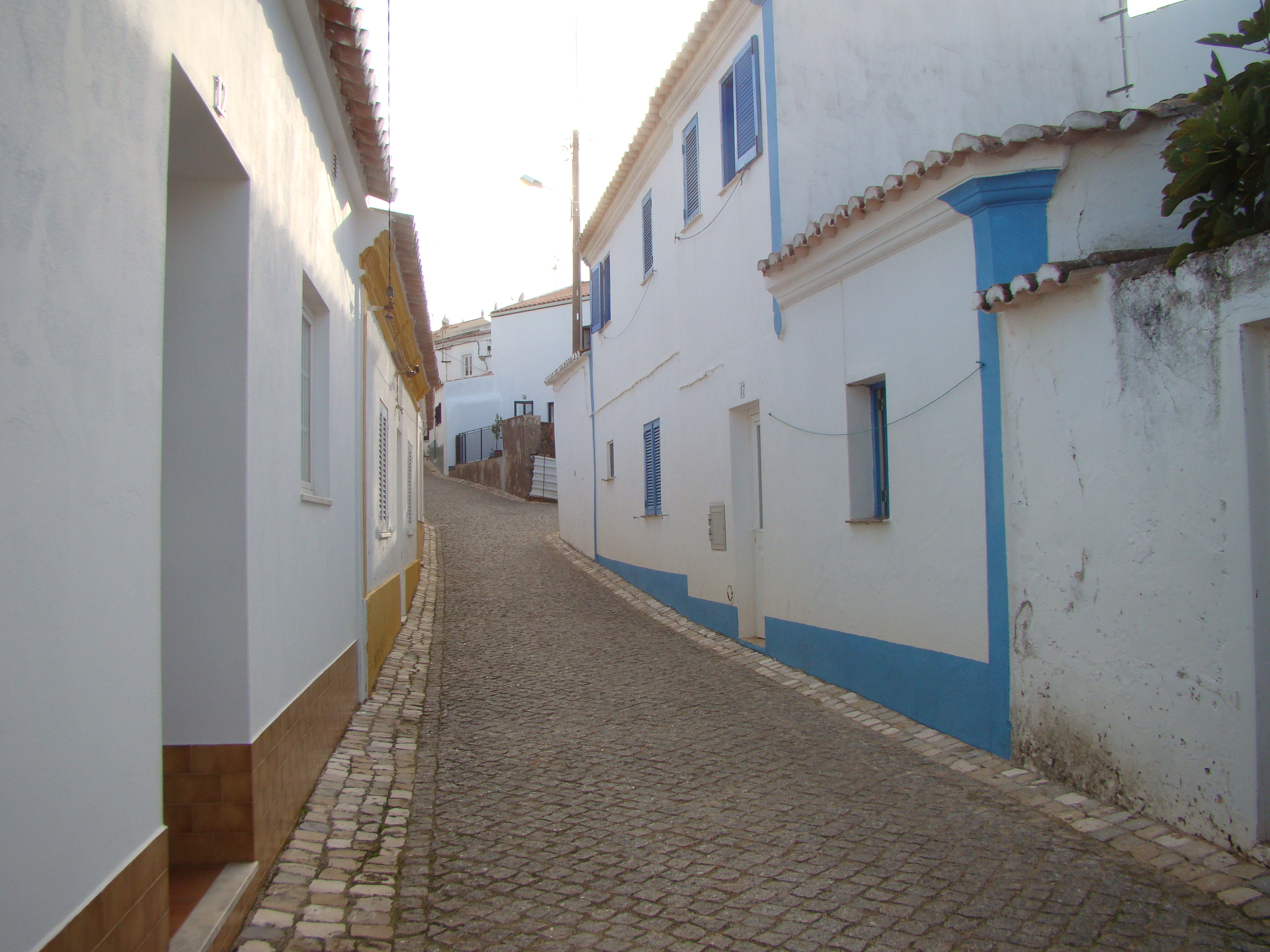
Barão de São Miguel